# Pouzdřany
Pouzdřany (německy Pausram) jsou obec v okrese Břeclav v Jihomoravském kraji. Leží nedaleko řeky Svratky, zhruba třináct kilometrů od Hustopečí a dvanáct kilometrů od Pohořelic mezi dálnicemi D2 a D52. Obec sousedí na severu s Vranovicemi, na východě s Popicemi a na jihu se Strachotínem. Jedná se o vinařskou obec v Mikulovské vinařské podoblasti (viniční tratě Kolby, Stará hora, Grunty). Žije zde 803 obyvatel. Obec je součástí Mikroregionu Hustopečsko.

## Název
Na vesnici bylo přeneseno pojmenování jejích obyvatel Púzdřěné odvozené od osobního jména Púzdro (totožné s obecným púzdro - "pouzdro"). Význam obyvatelského a tím i místního jména byl "Púzdrovi lidé". Německé jméno se vyvinulo hláskovou úpravou z českého a jeho vlivem se v češtině též užívala podoba Pouzdrany. Jsou ještě jiné možnosti výkladu jména, ty jsou však málo pravděpodobné. Některé podoby jména (v češtině a němčině) zaznamenané v písemných dokladech: Puzrams (1244), Puzdran (1252), Pausramb (1382), Puzdran (1393), Pouzdrany (1447), Pausram (1553, 1556, 1575), Paussdram (1673), Paussramb (1718), Pausram a Pauzdřan (1846), Pouzdřany (1881), Pouzdřany a Pausram (1924).

## Historie
První písemná zmínka o vesnici pochází z roku 1244 (in Puzrams), kdy obec patřila herburskému klášteru v Brně. Roku 1581 císař Rudolf II. povýšil ves na městečko. V roce 1393 byla v obci postavena fara. Od roku 1575 byly Pouzdřany v majetku pánů ze Žerotína a na Židlochovicích, kteří požádali císaře o povýšení Pouzdřan na městečko (1581). Roku 1865 byla v Pouzdřanech postavena nynější škola, na které se vyučuje nižší stupeň základní školy a sjíždějí se sem i děti z okolních obcí. Po 2.světové válce bylo německé obyvatelstvo vysídleno.

## Obyvatelstvo
Podle sčítání 1930 zde žilo v 279 domech 1184 obyvatel. 303 obyvatel se hlásilo k československé národnosti a 863 k německé. Žilo zde 1170 římských katolíků a 7 evangelíků.

### Struktura
Vývoj počtu obyvatel za celou obec i za jeho jednotlivé části uvádí tabulka níže, ve které se zobrazuje i příslušnost jednotlivých částí k obci či následné odtržení.
| Místní části   | Místní části   | 1869  | 1880  | 1890  | 1900  | 1910  | 1921  | 1930  | 1950  | 1961  | 1970 | 1980 | 1991 | 2001 | 2011 | 2021 |
| -------------- | -------------- | ----- | ----- | ----- | ----- | ----- | ----- | ----- | ----- | ----- | ---- | ---- | ---- | ---- | ---- | ---- |
| Počet obyvatel | část Pouzdřany | 1 235 | 1 236 | 1 296 | 1 218 | 1 213 | 1 143 | 1 184 | 1 067 | 1 098 | 988  | 876  | 767  | 786  | 736  | 746  |
| Počet domů     | část Pouzdřany | 202   | 224   | 242   | 258   | 252   | 257   | 279   | 253   | 252   | 251  | 243  | 274  | 281  | 285  | 295  |

## Obecní správa
Obec má dvě části. Druhá část obce ve směru na Vranovice je izolovaná od centra obce a jmenuje se Malé Pouzdřany.

### Obecní symboly
Znak a vlajka byly obci uděleny rozhodnutím předsedy Poslanecké sněmovny Parlamentu České republiky dne 27. června 2001.

## Pamětihodnosti
- Gotický farní kostel svatého Mikuláše, postavený v letech 1490–1520.
- Pouzdřanský zámek na severním konci obce. Původně renesanční stavba z konce 16. století, upravená a rozšířená přestavbami v baroku a 19. století. V současnosti je v havarijním stavu.
- Renesanční měšťanský dům čp. 115 z doby kolem roku 1600.
- Budova fary pozdně středověkého původu, se současnou podobou z poloviny 18. století
- Sochy svatého Jana Nepomuckého u kostela a na ulici Hřbitovní.

Severovýchodně od obce leží národní přírodní rezervace Pouzdřanská step-Kolby, kde můžeme najít řadu chráněných rostlin a živočichů.

## Galerie

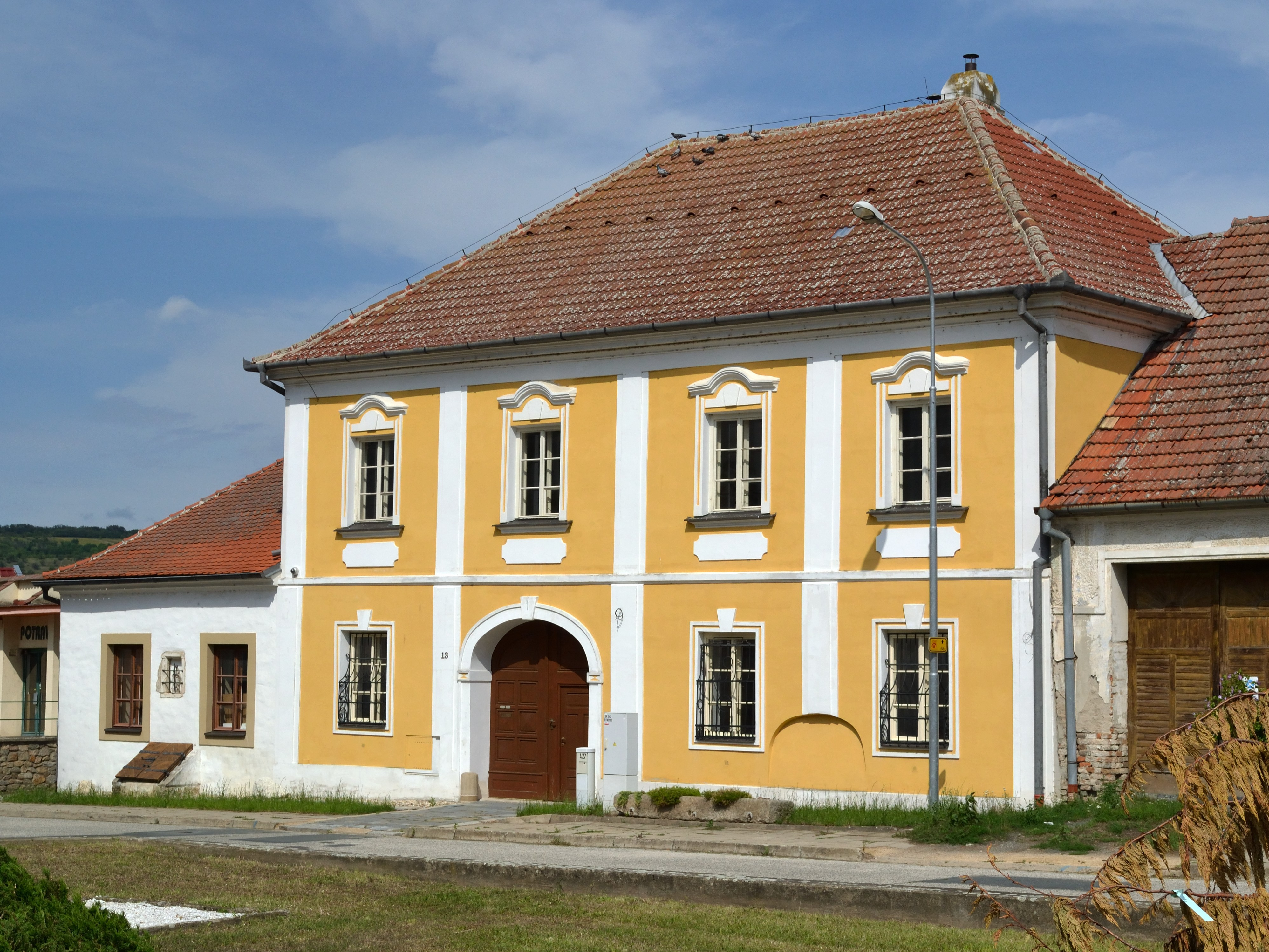
Budova fary čp. 13
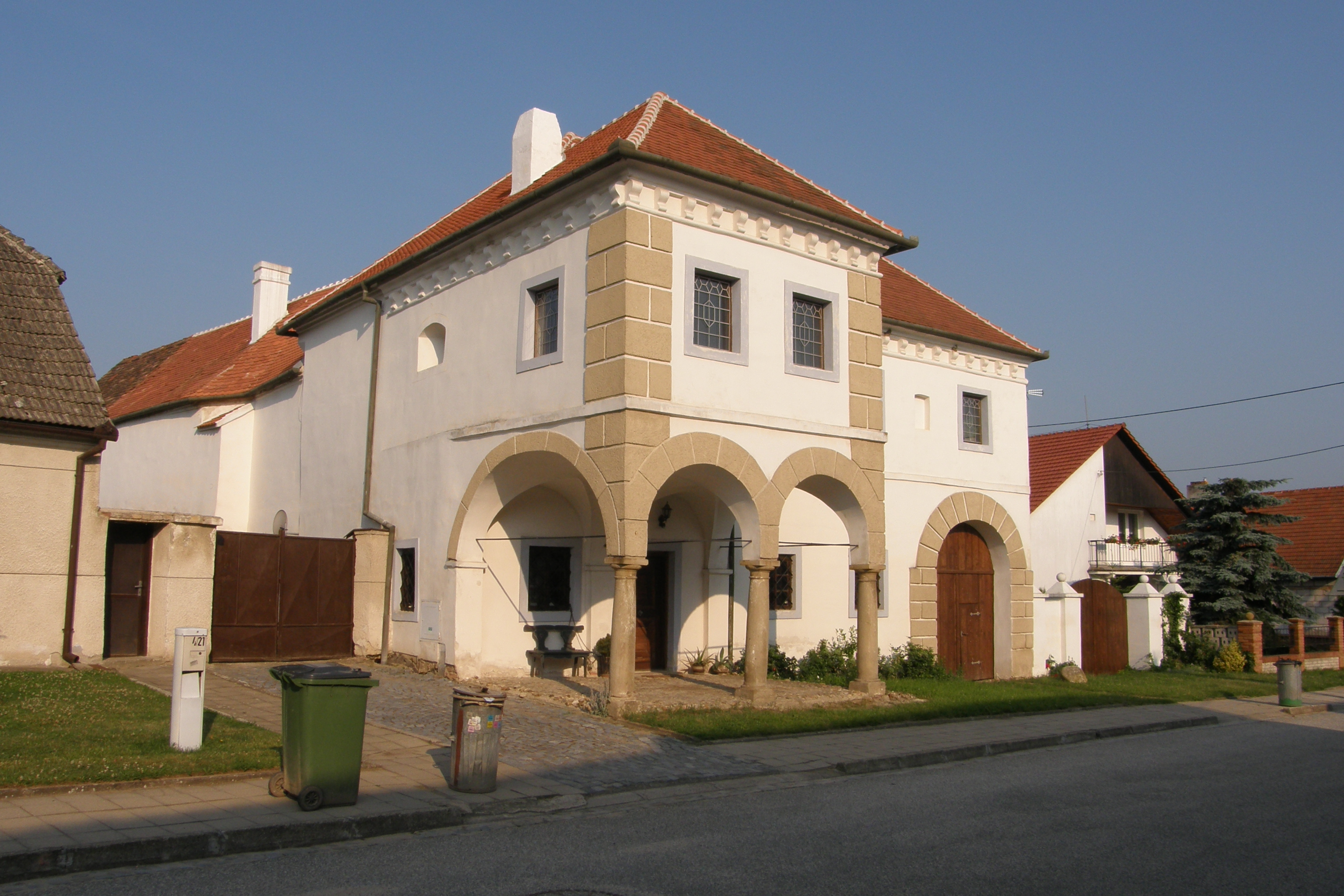
Usedlost č. p. 115, zvaná Zámeček
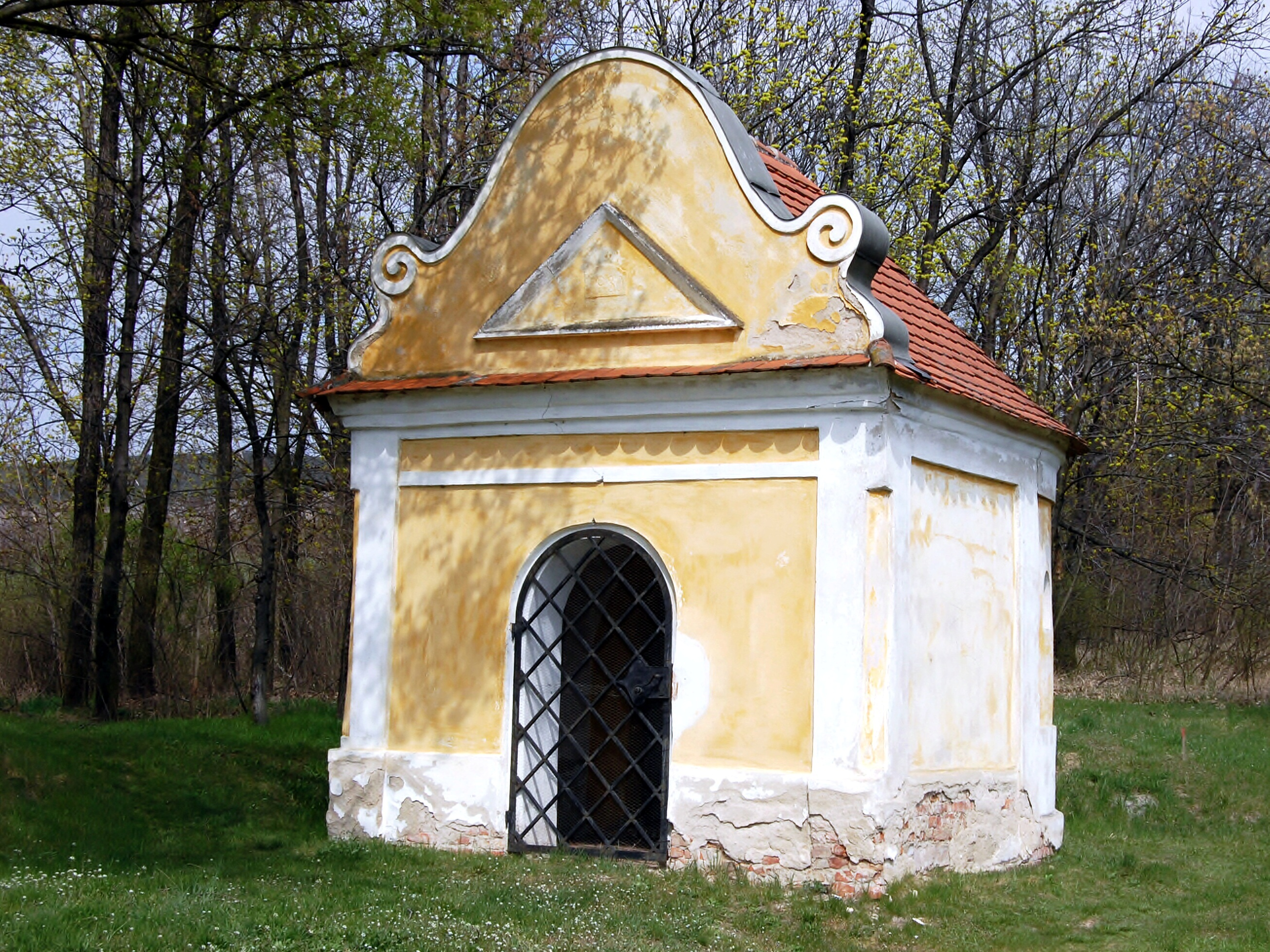
Kaple svaté Rozálie
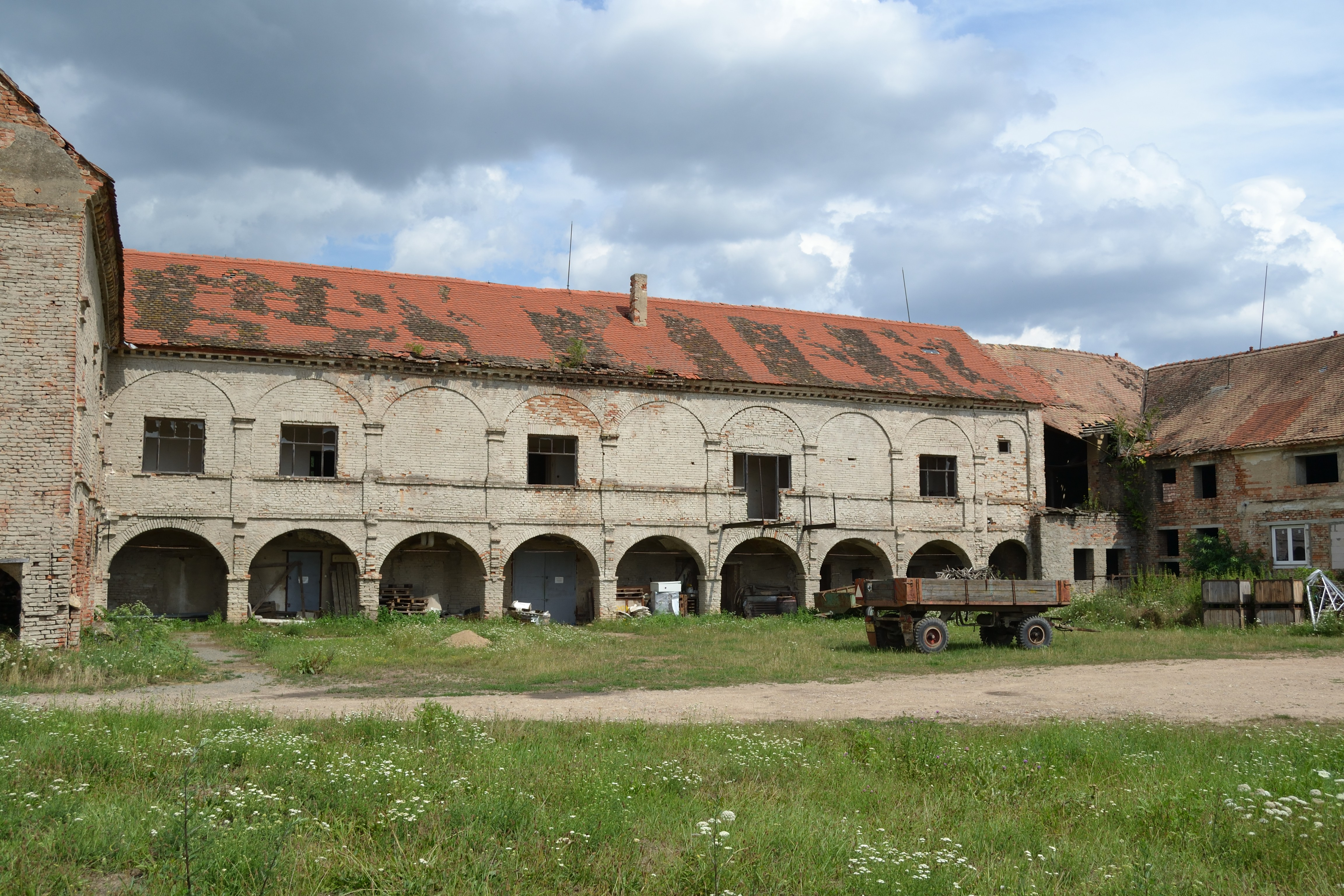
arkádové nádvoří zámku
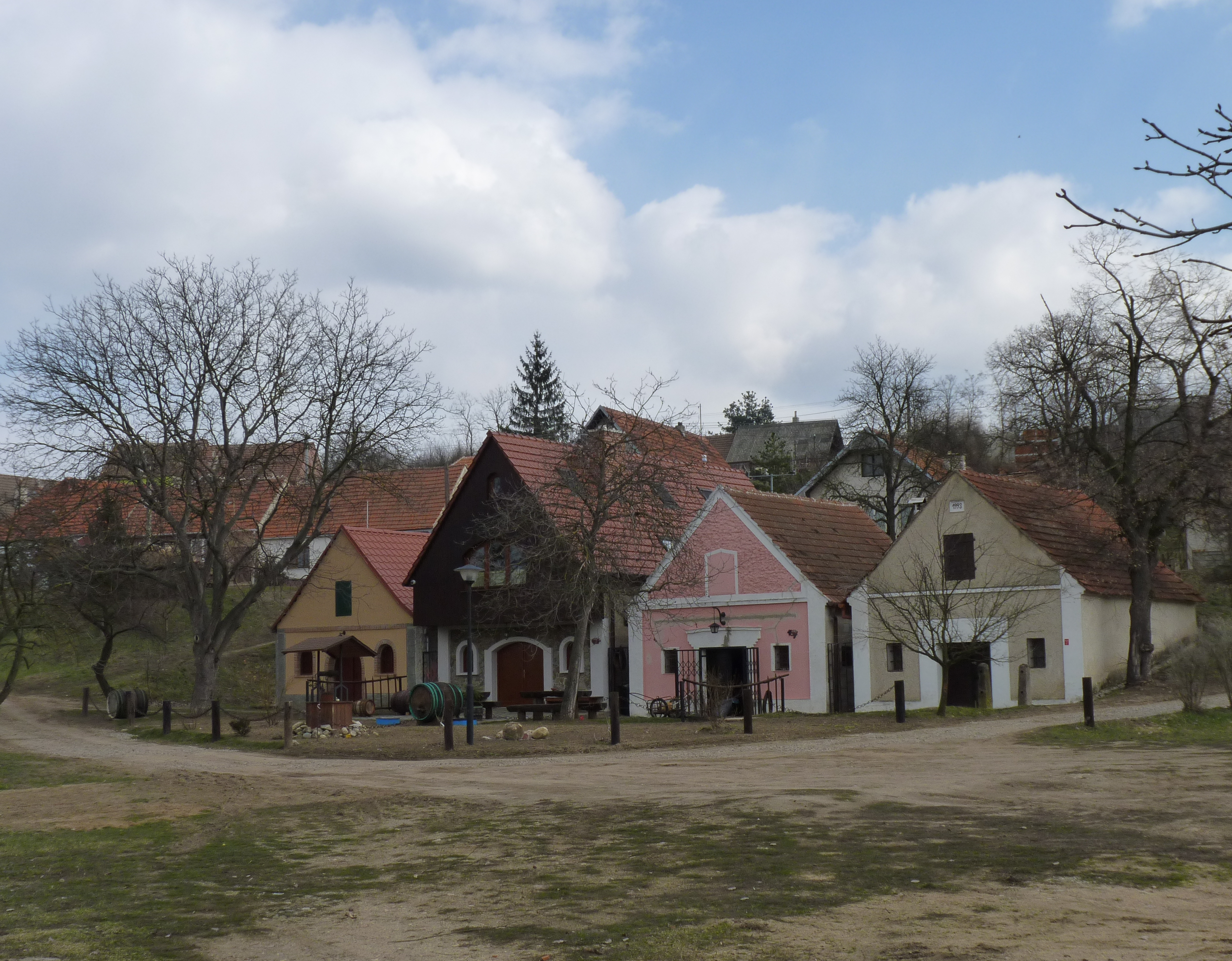
Vinné sklepy
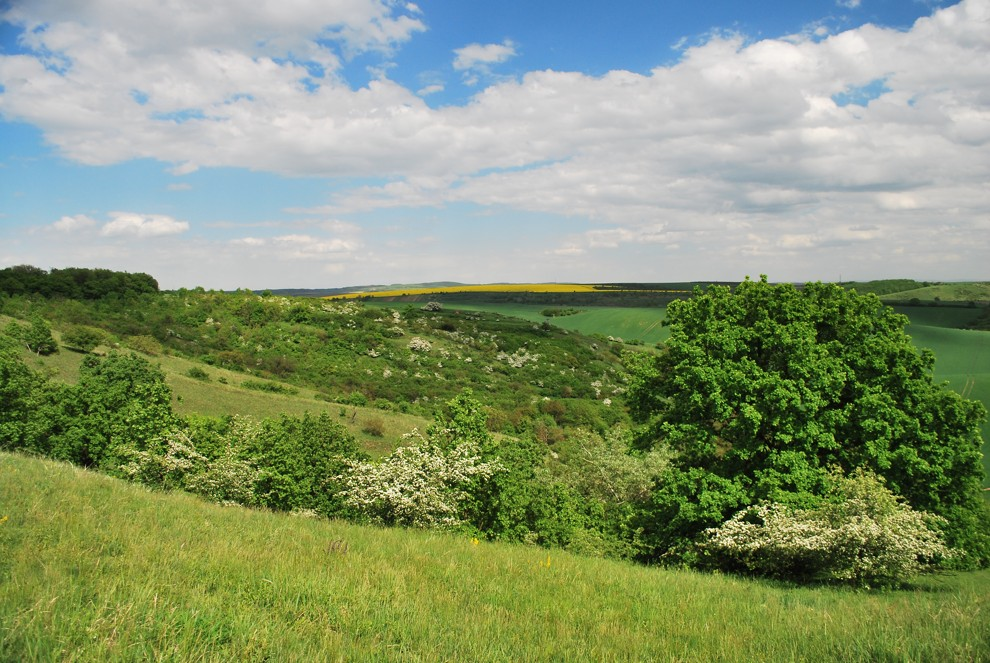
Pouzdřanská step